# Microsoft Dynamics CRM
Microsoft Dynamics CRM — це пакет програмного забезпечення для управління взаємовідносинами з клієнтами, розроблений компанією Microsoft та орієнтований на організацію продажів, маркетингу та надання послуг (служби підтримки).
Dynamics CRM є клієнт-серверним додатком. Як і Microsoft SharePoint, це вебзастосунок на основі IIS підтримує множинні інтерфейси вебсервісів. Клієнти отримують доступ до Dynamics CRM через браузер, клієнтський плагін до Microsoft Outlook або через планшети та мобільні пристрої. Крім Internet Explorer, Microsoft Dynamics CRM, починаючи з версії 2011 Update Rollup 12, підтримує браузери Chrome та Firefox. Також працює в Опері. Пакет використовується, як розширена платформа для взаємодії з клієнтами, і може налаштовуватися залежно від цілей за допомогою програмної платформи .NET
Лінійка програмного забезпечення Microsoft Dynamics включає ERP-додатки Microsoft Dynamics AX, Microsoft Dynamics GP, Microsoft Dynamics NAV, Microsoft Dynamics SL та Microsoft Dynamics Retail Management System, також відому як Dynamics RMS.

## Історія

### Ранні версії
2001 року компанія Microsoft викупила компанію iCommunicate, в якій на той час працювало всього 10 співробітників. Фахівці iCommunicate.NET разом з командою Microsoft почали розробку вебзастосунки для CRM.
Перша версія програми-Microsoft CRM 1.0-вийшла в січні 2003 року і називалася "Microsoft Business Solutions Customer Relationship Management 1.0 ". Звіти в CRM 1.0 будувалися не за допомогою функціоналу SQL Server, а на основі оптимізованого додатку Crystal Reports. В рамках платформи ще не було таких можливостей настройки, як додавання бізнес-підрозділів, але деякі функції були доопрацьовані вже у версії 1.2, яка була випущена 8 грудня 2003 і достатньо швидко поширилася серед користувачів.
Реліз Microsoft CRM 2.0 кілька разів переносився і згодом версія так і не вийшла. Замість цього після оформлення бренду Dynamics, в грудні 2005 вийшла версія Microsoft Dynamics CRM 3.0. В інтерфейсі версії 3.0 була представлена навігаційна парадигма, яка використовувалася до версії 2011 року. Повторюючи логіку модулів Outlook, продукт використав «Wunderbar» у нижньому лівому кутку екрана, в який додався маркетинговий модуль. Додані елементи зробили Dynamics CRM 3.0 доступним для використання на різних мобільних пристроях та інтегрованим з Siebel Systems. В пакеті з'явилася можливість додавати бізнес-підрозділи, що дозволило масштабувати вбудовану модель даних до різних типів бізнесу. Для опису розширеного функціонала Dynamics CRM 3.0, який виходить за межі традиційного CRM, почав використовуватися термін «XRM».
Microsoft Dynamics CRM 4.0, випущена в грудні 2007 року, розширила поле можливостей за рахунок множинності мов і валют, а також мультиарендності. Також в пакет був доданий Report Wizard, що дозволяє створювати прості звіти, групувати та візуалізувати дані.
Через кілька місяців після виходу версії 4.0 була також представлена Microsoft Dynamics CRM Online, з якою почалося використання хмарних сервісів в середовищі бізнес-додатків Microsoft.

### Microsoft Dynamics CRM 2011
2011 року Dynamics CRM представила концепцію рішень, яка дозволила використовувати готові пакети налаштувань та встановлювати їх в організаціях різних типів. Помітною зміною інтерфейсу користувача стало додавання графіків та інформаційної панелі, що дозволило переглядати підсумки за даними в реальному часі, замість запуску звітів. Серед інших можливостей додалися:
- Інтеграція з SharePoint 2010;
- Можливість створювати запит за допомогою функції look-up;
- Додавання таблиці з інформацією про дитину в профіль батьків;
- Автоматичне визначення фільтра для сортування, як в Microsoft Office Excel;
- Заміна інтерфейсу меню на Microsoft Office Ribbon;
- Кінцеві точки Odata;
- Інтерфейс програмування додатків LINQ в SDK;
- Вебслужба WCF;
- Підтримка в CRM Online плагінів в режимі ізольованого середовища «пісочниці»;
- Множинність форм на одну структурну одиницю;
- Інтеграція з Yammer та Lync;
- Підтримка 41 мови.

Після релізу CRM 2011 Microsoft оголосила курс на створення більш динамічного продукту: замість традиційного двох-або трьохрічного циклу розробки нової версії був запропонований підхід з випуском оновлень двічі на рік.

### Microsoft Dynamics CRM 2013

Інтерфейс користувача Microsoft Dynamics CRM 2013

Актуальна версія Dynamics CRM вийшла 2013 року. Одним із пріоритетів розробників стало розширення можливостей доступу до даних. Вхід в систему в ньому можливий не лише через веббраузери або Outlook, але і з планшетів та мобільних пристроїв на базі Windows 8, Windows Phone 8, iOS та Android. Зміни торкнулися також користувальницького інтерфейсу. У поточній версії акцент зроблений на утриманні, чистому дизайні, який скорочує кількість навігаційних налаштувань та залишає більше місця для відображення дайджесту та статусу взаємодії з клієнтами. Також в цій версії з'явилися можливості, які дозволяють вносити зміни, для яких раніше було потрібно написання плагінів в Javascript або C#: Business Rules та Real-time Workflows. Крім цього, були проведені ряд змін в інтерфейсі, додано автоматичне збереження і 5-20 ГБ місця для зберігання даних.
За даними Microsoft, версію Dynamics CRM 2013 використовують більш 40 тис. користувачів.

## Бізнес-логіка Microsoft Dynamics CRM

### Організаційна структура

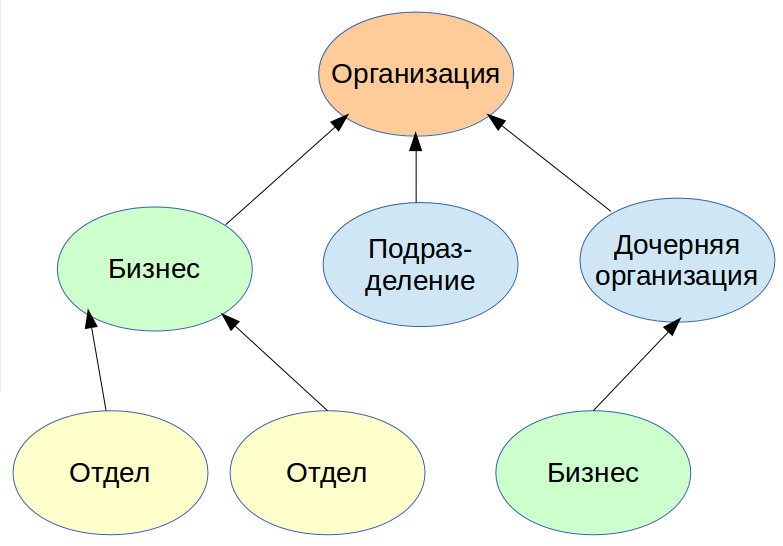
Cхема структури організації в Microsoft Dynamics CRM

У структурі є три головні структурні одиниці: користувачі, команди та бізнес-підрозділи. На основі структури бізнес-підрозділів визначаються принципи базового, локального, глибокого та глобального доступу. В рамках організаційної структури Microsoft Dynamics CRM немає можливості вбудовувати матричні організації. Окремі користувачі можуть належати до бізнес-підрозділу, але не можуть безпосередньо бути частиною об'єкта організації.
Завдяки принципу мультиарендності в архітектурі Microsoft Dynamics CRM кілька організацій можуть отримати хостинг на сервері Microsoft Dynamics CRM.

### Безпека
В Microsoft Dynamics CRM реалізована модель безпеки, в якій контролюється цілісність та збереження даних, а також доступ до даних в командній та спільній роботах. Головними цілями цієї моделі є підтримка моделі ліцензування для користувачів, забезпечення доступу до відповідних рівнів інформації, категоризація типів користувачів по їх ролі, диференціація рівнів доступу та підтримка обміну даними для спільної роботи з ними. Управління безпекою здійснюється на основі ролей та об'єктів.

### База даних
Microsoft Dynamics CRM є програмним продуктом, який оперує метаданими. Шар метаданих підсумовує деталі з накопичувача даних, такі як схеми та доступи до записів. Метадані створюють опис структури даних, згідно з яким додаток використовує та відображає їх. У поточній версії використовується новий інтерфейс програмування додатків (API), який дозволяє додавати або оновлювати метадані.

### Робочий цикл
Функція настройки робочого циклу надбудована на Windows Workflow Foundation та забезпечує можливість програмування моделі, підвищення продуктивності та інструменти для швидкої побудови робочих циклів.

### Розширення бізнес-логіки
Починаючи з Microsoft Dynamics CRM 4. 0, система надає механізм для налаштувань бізнес-логіки. Розробники можуть створювати її не лише через зміну процесів робочого циклу. Вони також можуть створювати бізнес-логіки, які будуть інтегровані з Microsoft Dynamics CRM і будуть виконувати дії у відповідь на системні події в рамках певної структурної одиниці. Розширення бізнес-логіки на цьому етапі не підтримуються у версії Microsoft Dynamics CRM Online.

## Функціонал
Функціонал Microsoft Dynamics CRM ділиться на п'ять категорій. Перші три — Продажі (Sales), Маркетинг (Marketing) та Обслуговування клієнтів (Customer Service) — існують у вигляді окремих модулів. Категорії Звітність та Аналітика (Reporting and Analytics) включені в кожний модуль перших трьох категорій.
Модуль Продажі дозволяє автоматизувати написання ринкових пропозицій та обробку замовлень. Програма дозволяє складати профілі з відомостями про замовників, списками зустрічей та переговорів по кожному клієнту, календарі заходів та схеми продажів.
Модуль Маркетинг дає можливість створювати тематичні групи клієнтів, розробляти маркетингові сценарії, розсилати індивідуальні пропозиції. У користувачів є інструменти для оцінки ефективності проведених заходів, підрахунку співвідношення витрат та доходів по маркетинговим акціям, створення звітної документації по потенційним клієнтам, сферам ринку та географічним зонам.
Модуль Обслуговування клієнтів дозволяє аналізувати запитувану інформацію та розподіляти працівників відповідної компетенції для надання даних клієнтам, складати «лист очікування», використовувати базу для відповіді на запити та враховувати тимчасові ресурси.